# Into the Shadow (album)
Into the Shadow è un extended play del gruppo jazz gallese Slowly Rolling Camera, pubblicato dalla Edition Records nel 2014.

## Tracce
Compact disc
1. River’s End – 9:53
2. Into the Shadow – 5:46
3. Anne – 3:55
4. Riga – 5:19

Durata totale: 24:53

## Formazione
- Dionne Bennett - testi, voce
- Dave Stapleton compositore, Fender Rhodes, pianoforte, organo Hammond
- Deri Roberts - produttore, tastiera elettronica, trombone, sassofono
- Elliot Bennett - batteria

Altri musicisti:
- Stuart McCallum - chitarra
- Ben Waghorn - sassofono
- Aidan Thorne - contrabbasso
- Verneri Pohjola - tromba
- Matt Robertson - sintetizzatore
- Katy Rowe - violino
- Victoria Stapleton - violino
- Tanwen Evans - violino
- Niamh Ferris - viola
- Bernard Kane - viola
- Abigail Blackman - violoncello
- Beatrice Newman - violoncello